# Isla Monos (Venezuela)
Isla Monos (también escrita como Isla Los Monos, El Mono, o de Monos) es una isla en el Mar Caribe que pertenece a Venezuela. Administrativamente depende del oriental estado de Estado Anzoátegui, y desde 1973 es un área protegida como parte del Parque nacional Mochima. Esta en la coordenadas geográficas 10°15′52″N 64°32′47″O / 10.26444, -64.54639 al noreste de la localidad de Guanta y la isla de Plata, al este de las Islas Chimanas, al norte de la Bahía de Canama y la localidad de pertigalete, y al noroeste de la Bahía de Santa Fé y la Bahía de Arapo. Su principal actividad económica es el turismo, se localiza cerca del límite con el estado Sucre. Posee una superficie aproximada de 190 hectáreas, o 1,90 kilómetros cuadrados.